# Anne Bella Nkoto
Anne Bella Nkoto née le 2 avril 1961 à  Metet, est officier supérieur de l’armée camerounaise et toute première femme  à être nommée commandant de légion de gendarmerie de son pays. Elle est aussi  la première femme en Afrique centrale diplômée de l’école supérieure internationale de guerre de Simbock à Yaoundé.

## Biographie
Anne Bella Nkoto est née le 2 avril 1961 à Metet, département du Nyong et So’o, région du centre du Cameroun. Cette originaire d’Evindi Si par Nkpwang à Sangmelima est titulaire d'une licence en droit, au moment où elle intègre la promotion, Ouverture et démocratie de l'EMIA  en 1990. Quelques années plus tard, elle obtient un brevet de parachutiste et également des  diplômes, aussi bien à  l’Ecole d’application de gendarmerie de Yaoundé, au cours international de Melun en France, qu' à l’état-major de l’école de guerre,.
En 2009, désormais Doctorante  en stratégie, sécurité, défense et gestion des conflits, Anne Bella Nkoto devient la première femme en Afrique centrale, diplômée de l’école supérieure internationale de guerre de Simbock de Yaoundé,

## Carrière
Une fois sortie de l'EMIA, Anne Bella Nkoto occupe successivement les postes de Chef de bureau du personnel et de la chancellerie de la légion de gendarmerie du Nord-Ouest à Bamenda, de chef de bureau des stages au Secrétariat d’État à la défense et de chef de bureau de la coopération au Ministère de la défense. Elle s'envole pour Melun en France, où elle  devient la deuxième africaine diplômée de cette école de gendarmerie. Par la suite, elle est nommée commandant de compagnie de l’aéroport international de Yaoundé Nsimalen.  Après 9 ans passés à ce poste, elle est  promue chargée d’études au bureau des essences des armées et de la gendarmerie. De retour de sa formation à l’école de guerre, elle est nommée adjoint au commandant de gendarmerie au centre opérationnel interarmées, puis directeur adjoint du budget et des équipements au Ministère de la Défense. Le 28 février 2015, elle est promue  Commandant de légion de gendarmerie  du Sud, une première dans l'histoire du   Cameroun ,,Elle est installée à ce poste le 17 mars 2015 par Edgar Alain Mebe Ngo’o, Ministre de la Défense de l'époque .
En mai 2018, elle est nommée assesseur près la chambre militaire de la Cour d'appel du centre .